# Villafans
Villafans település Franciaországban, Haute-Saône megyében. Lakosainak száma 198 fő (2022. január 1.). Villafans Gouhenans, Athesans-Étroitefontaine, Beveuge, Longevelle, Saint-Sulpice, Senargent-Mignafans és Villers-la-Ville községekkel határos.

## Népesség
A település népessége az elmúlt években az alábbi módon változott:
| Lakosok száma | 205  | 208  | 214  | 211  | 214  | 215  | 210  | 204  | 198  |
|               | 2013 | 2015 | 2016 | 2017 | 2018 | 2019 | 2020 | 2021 | 2022 |